# شبكة معقدة
في سياق نظرية الشبكات، الشبكة المعقدة عبارة عن رسم بياني (شبكة) بسمات طوبولوجية غير طفيفة؛ ميزات لا تحدث في الشبكات البسيطة مثل المشابك أو الرسوم البيانية العشوائية ولكنها تحدث غالبًا في الشبكات التي تمثل أنظمة حقيقية. تعد دراسة الشبكات المعقدة مجالًا ناشئًا ونشطًا للبحث العلمي (منذ عام 2000) مستوحى إلى حد كبير من النتائج التجريبية لشبكات العالم الحقيقي مثل شبكات الحاسوب والشبكات البيولوجية والشبكات التكنولوجية وشبكات الدماغ، شبكات المناخ والشبكات الاجتماعية.